# Cynthia Cantero
Cynthia Patricia Cantero Pacheco (Guadalajara, Jalisco, México; 7 de marzo de 1974) es una funcionara pública mexicana. Fue presidenta del Instituto De Transparencia e Información Pública De Jalisco y Contralora Ciudadana del Municipio de Guadalajara. Actualmente dirige la Secretaría de Planeación y Participación Ciudadana del Estado de Jalisco.
Es licenciada en Derecho por la Universidad de Guadalajara y Especialista en Antropología y Ética por la Universidad Panamericana, ha ejercido la mayor parte de su carrera profesional dentro del servicio público.

## Carrera en la función pública
Inició su carrera como funcionaria pública en 1998 en la Secretaría de Administración del Gobierno del Estado de Jalisco, en la que se le designó como encargada para revisar la correcta aplicación del presupuesto institucional, participando activamente en las Sesiones de las Juntas de Gobierno y Consejos de Administración, así como en los Comités de Obra de más de setenta organismos paraestatales, incluyendo fideicomisos. A mediados de 2005, se integra al Instituto de Transparencia e Información Pública de Jalisco como Directora de Evaluación Interinstitucional, Planeación y Gestión Administrativa, así como titular de la Unidad de Transparencia e Información, encargándose de controlar y ejecutar todas las actividades financieras y contables del Instituto, así como de la emisión y autorización de los estados financieros y contables del mismo.
En 2010 y hasta mediados de 2013, se desempeñó como Coordinadora General de Mejora Regulatoria y Transparencia del Hospital Civil de Guadalajara, desarrollando e implementado, a través de un análisis financiero, legal y de recursos humanos, el proyecto de regularización y basificación de 1378 trabajadores de dicho Hospital. De igual forma, contribuyó a la consolidación de su Unidad de Transparencia, mediante el desarrollo de controles de seguridad de vanguardia respecto al manejo y tratamiento de la información pública, reservada y confidencial de los pacientes de dicho Hospital.

### Contralora Ciudadana del Municipio de Guadalajara, Jalisco
La Contraloría Ciudadana de Guadalajara, cuenta con autonomía técnica y de gestión, y a partir del 2022, comenzó a operar, con un plan de trabajo basado en 2 ejes temáticos, y 7 líneas transversales. El primer Eje: prevención, detección y sanción de hechos de corrupción; y el segundo Eje: fiscalización y control interno de los procesos y recursos. Con las líneas de trabajo: de combate a la corrupción y la impunidad; transparencia y rendición de cuentas; gestión documental; derechos humanos; participación ciudadana, integridad y ética; perspectiva de género y atención de la violencia política contra las mujeres.
A un año en el cargo, este es el desglose general de las acciones que ha realizado:
Para la atención de las denuncias que interponen las personas en la Contraloría Ciudadana de Guadalajara, se cuenta con 7 mecanismos para su presentación, así como con la re-certificación del Sistema de Gestión de la Calidad ISO 9001:2015, que compromete para que sean atendidas en los 7 días hábiles siguientes a su recepción.
Ha tenido apertura total, abriendo al escrutinio público las investigaciones de responsabilidad administrativa que han generado mayor interés y relevancia social, sin comprometer las distintas etapas de su desahogo o información sensible que debe de ser cuidada.
Instaló el Sistema Municipal Anticorrupción, siendo así, uno de los seis sistemas municipales que operan en el Estado de Jalisco.
Puso en marcha el proyecto de Mirada Pública, gestado con la colaboración de Transparencia Mexicana.El punto de partida de un modelo innovador de Contraloría, en el que la ciudadanía puede involucrarse en el control y vigilancia de las acciones públicas, cuyas estrategias se focalizan hacía lo que le preocupa al ciudadano, y la Contraloría lo escucha y trabaja en sus necesidades, a través de la implementación de mecanismos, herramientas; y planes de acción que mejoren los procesos públicos.
Trabajó el Modelo de Contrataciones Abiertas en Guadalajara, el cual implicó, ir más allá de lo que las leyes de transparencia, de compras y de obra pública en el país, establecen; y a partir de enero del 2023 en Guadalajara, se debe publicar la información en tiempo real, de TODOS los procesos de licitación de Compras, Servicios y Obra Pública que realiza el gobierno municipal, desde su etapa de planeación y hasta su conclusión, en formato de datos abiertos y con información georeferenciada; a través de 2 plataformas: “Cost” para Contrataciones en Infraestructura y Obra Pública; y por medio de la plataforma de “Contrataciones Abiertas” que cedió el INAI.
Se institucionalizó este modelo de contrataciones, con la reforma que se hizo al marco normativo de obra pública en Guadalajara, para hacer obligatoria la publicación de información en este rubro, bajo estos esquemas, posicionando a Guadalajara como el primer Municipio e institución pública en México, que cuenta con la adaptación del estándar más alto en apertura institucional de forma completamente obligatoria.
Crearon la plataforma “Conoce a tu inspector”, la cual permite a las personas identificar, conocer o en su caso, denunciar a sus inspectores cuando realicen conductas contrarias a la Ley y a su función, gracias a este mecanismo las denuncias de forma directa se han incrementado, siendo hasta este momento el área de inspección y vigilancia la más denunciada de Guadalajara.
Tiene en operación 3 de los 6 sistemas que se interconectan con la Plataforma Nacional Digital, del Sistema Nacional Anticorrupción.
Implementaron en colaboración con Transparencia Mexicana, un ejercicio inédito en México, las Auditorías por Ejercicio Participativo, que se ejecutan con el apoyo de la Dirección de Participación Ciudadana y Gobernanza del Ayuntamiento a través del presupuesto participativo; se trata de un ejercicio a través del cual, la Contraloría toma en cuenta las preocupaciones de las y los habitantes de la ciudad de Guadalajara, quienes en uso de su derecho de participación en los asuntos públicos, eligen que dependencias y/o programas que quieren que la Contraloría fiscalice y vigile para que rindan cuentas de lo que las acciones que han realizado. Esta propuesta innovadora se institucionalizó a partir del ejercicio 2024, para que se desarrolle año con año  de forma concurrente con el ejercicio de Presupuesto Participativo; en este último ejercicio, se contó con la participación de 151,622 personas.
La Contraloría Ciudadana impulsó la política de “Tolerancia cero ante el acoso y el hostigamiento sexual”, reforzando todos los procesos de atención de las denuncias e investigaciones de estas conductas lesivas.

### Instituto de Transparencia e Información Pública de Jalisco
El 2 de julio de 2013 fue nombrada por el Congreso del Estado de Jalisco como Presidenta del Pleno del entonces llamado Instituto de Transparencia e Información Pública de Jalisco, -ahora Instituto de Transparencia, Información Pública y Protección de Datos Personales del Estado de Jalisco-, encargo ratificado por un período de cinco años más, el pasado mes de julio de 2017. Su nombramiento aportó a la discusión sobre la igualdad de género en el Estado, ya que fue la primera mujer en presidir dicho Instituto.  Su agenda de trabajo se ha relacionado fundamentalmente a la transparencia, la rendición de cuentas, la protección de los datos personales, la participación ciudadana, así como el combate a la corrupción y la fiscalización. Bajo su mandato, se emitieron más de 4000 resoluciones, y más de 600 sanciones a sujetos obligados por incumplimiento a las leyes de transparencia y protección de datos personales, además de concretar acciones colaborativas a través de 266 convenios de colaboración con distintas instituciones, dependencias, organizaciones, ayuntamientos, organizaciones empresariales y de la sociedad civil.

### Sistema Nacional Anticorrupción
Ante las manifestaciones de incoformidad por parte de la sociedad civil sobre el incremento de la percepción sobre la corrupción en las instituciones públicas, la administración del Gobierno Federal, impulsó la creación del Sistema Nacional Anticorrupción, el cual propuso una serie de modificaciones a Leyes y dependencias para dotarlas con mayores facultades para el combate a la corrupción. Dicha acción de gobiernocontemplaba la creación de un Comité de Participación Ciudadana del Sistema Nacional Anticorrupción quien supervisara el buen funcionamiento de dicho programa, por lo que el 12 de octubre el Senado de la República nombra a 8 miembros de la Comisión de Selección, en la que se incluye a Cynthia Cantero junto a  Edna Jaime Treviño, fundadora y directora general de México Evalúa; Sergio López Ayllón, director general del Centro de Investigación y Docencia Económicas (CIDE); Antonio Carlos Gómez Espiñeira, Presidente de la Asociación Interamericana de Contabilidad, y Viridiana Ríos Contreras, investigadora de The Wilson Center.